# کاووسیه (قدس)
کاووسیه نام یکی از محلات شهر قدس (استان تهران) است.

## تاریخچه
کاووسیه دارای تپه‌ای باستانی است به نام تپه کاووسیه که قدمت آن به هزار سوم پیش از میلاد می‌رسد. اما آنچه امروزه به عنوان محله کاووسیه خوانده می‌شود، از روستا و شهرک کاووسیه قدیم گرفته شده است. قدمت سکونت مردم امروزین این محله به دوره قاجار می‌رسد.
در سیصد سال اخیر اقوام مختلفی از مناطق مختلف به این محله مهاجرت کرده‌اند که با گسترش آن به محله‌های دیگر شهرقدس پیوند خورده است.

## جغرافیا
محله کاووسیه در زیر تقاطع بین جاده‌های قدیم و جدید تهران و کرج (فتح و لشگری)، جنوب وردآورد و کاروانسرای سنگی، شمال محله مصلی (باغ انگوری) و در کنار خط راه‌آهن تهران-قزوین و ابتدای ورودی شهرقدس واقع شده است.

## کسب و کار
در گذشته کار اصلی مردم این محله کشاورزی، باغداری و دامداری بود. اما امروزه اکثر مردم این محله کارگر می‌باشند. در این محله، کارگاه‌های کوچک و بزرگ تولیدی و صنعتی بسیار است.